# Мамуду Ати
„Мамуду Ати“ (на английски: Mamoudou Athie) е американски актьор. Той е известен с ролите си на Дан Търнър в сериала на ужасите „Архив 81“ (2022) по Netflix, както и като гласът на Лей Фонтана в анимационния филм „Стихии“.

## Биография
Ати е роден на 25 юли 1988 г. в Мавритания.
Ати започва кариерата си в театъра. Дебютът му на Бродуей е в постановката „Мистерията за любовта и секса“ през 2015 г. Играе поддържащи роли във филмите „Кандидатът“ (2018), „В дълбините“ (2020), „Джурасик свят: Господство“ (2022) и други.